# Lou Marini

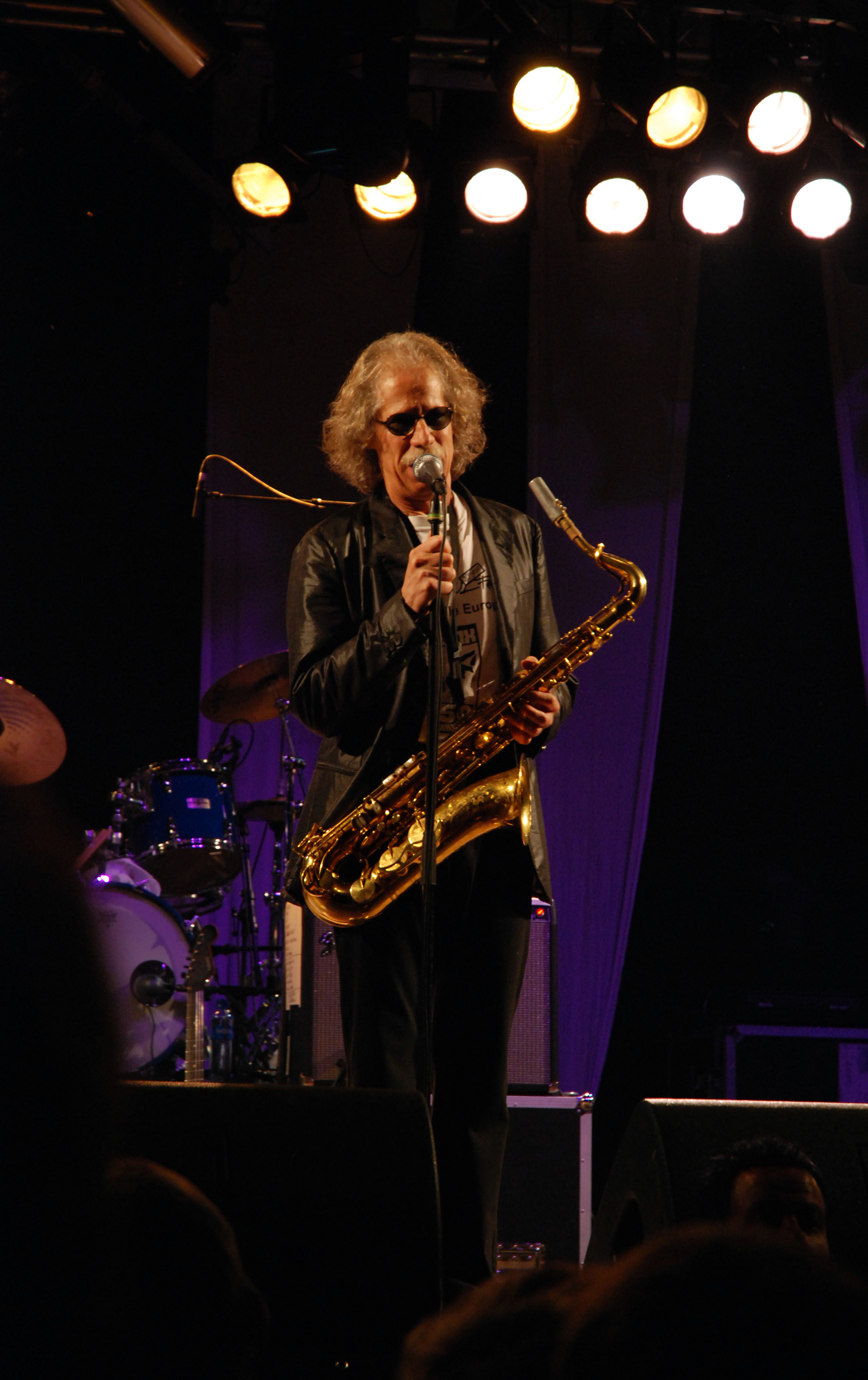
Lou Marini (2007)

Lou Marini (* 13. Mai 1945 in Charleston, South Carolina, Vereinigte Staaten) ist ein US-amerikanischer Musiker (Saxophon, Flöte, Klarinette) in den Bereichen Jazz, Fusion und Rockmusik sowie Filmkomponist.

## Leben
Lou Marini studierte an der University of North Texas bei Leon Breeden und wurde Anfang der 1970er Jahre bekannt durch seine Mitwirkung in Bands wie Blood, Sweat & Tears, der er von 1972 bis 1974 angehörte. Er zählte dann zu den Gründungsmitgliedern der Saturday Night Live Band, in deren Show er von 1976 bis 1983 spielte. Dort wirkten auch die Komiker John Belushi und Dan Aykroyd mit, zu deren Nachfolgeband The Blues Brothers Marini dann mehrere Jahre gehörte. Er wirkte auch in deren Filmen (in der Rolle des „Blue Lou“) mit, so in Blues Brothers (1980) und zuletzt in Blues Brothers 2000; bei deren Alben wie (Briefcase Full of Blues, 1978) war er als Solist zu hören.
Außerdem arbeitete er mit Frank Zappa (Zappa in New York), Meat Loaf (Dead Ringer, 1981), Jim Steinman (Bad for Good, 1981), sowie mit Künstlern wie Billy Preston (Nightlife), als Studiomusiker in der David Letterman Show und in Fernsehshows mit Aretha Franklin, Dionne Warwick und Elton John. 2000 nahm er mit Lew Soloff auf (Rainbow Mountain) und ging in seinem Quintett auf Tournee. In dieser Zeit ging er auch mit James Taylor auf Tournee und arbeitete er auch mit dem Pianisten Ray Reach an einem Bigband-Projekt, mit dem er auch die Bläsergruppe für das Steely Dan Album Two Against Nature bildete. Neben seinen Aktivitäten als Musiker schrieb er Musik für Filmproduktionen wie Hair, Bright Lights, Big City, The Wiz oder A Family Thing – Brüder wider Willen. Lou Marini lebt in New York Citys Upper West Side.

## Diskographische Hinweise
- The Blue Lou & Misha Project – Highly Classified (2010)
- Lou's Blues – The Magic City Jazz Orchestra (2004)